# Blumeopsis
Blumeopsis é um género botânico pertencente à família Asteraceae.
Este género consiste em duas espécies descritas e  aceites.

## Taxonomia
O género foi descrito descrito por François Gagnepain e publicado em Bulletin du Muséum National d'Histoire Naturelle 26: 75. 1920. A espécie tipo é  Blumeopsis flava (DC.) Gagnep.

## Espécies
- Blumeopsis falcata (D.Don) Merr.
- Blumeopsis flava (DC.) Gagnep.